# Cavalier (magazine)
Pour les articles homonymes, voir Cavalier.
Cavalier est un magazine mensuel de la presse masculine américaine dans le style de Playboy, fondé en 1952 par Fawcett Publications.
Il a notamment publié des nouvelles ou des articles d'Isaac Asimov, Ray Bradbury, Robert Coover, Leonard Feather, Bruce Jay Friedman, Nat Hentoff, John Clellon Holmes, Garson Kanin, Stephen King, Henry Kuttner, John D. MacDonald, Alberto Moravia, Thomas Pynchon, Isaac Bashevis Singer, Valerie Solanas, Theodore Sturgeon, William Tenn et Colin Wilson.